# Seznam zápasů Třinec – Ústí nad Labem v české hokejové extralize
Kompletní seznam extraligových zápasů HC Oceláři Třinec s Ústím nad Labem v České hokejové extralize. Týmy se v každé sezóně utkávají 4×.
| Číslo | Sezona    | Domácí         | Výsledek | Hosté          | Třetiny                 |
| ----- | --------- | -------------- | -------- | -------------- | ----------------------- |
| 1     | 2007/2008 | Třinec         | 4 : 1    | Ústí nad Labem | (0 : 0 , 2 : 1 , 2 : 0) |
| 2     | 2007/2008 | Ústí nad Labem | 3 : 2 PP | Třinec         | (0 : 1 , 1 : 0 , 1 : 0) |
| 3     | 2007/2008 | Třinec         | 7 : 3    | Ústí nad Labem | (2 : 0 , 1 : 2 , 4 : 1) |
| 4     | 2007/2008 | Ústí nad Labem | 2 : 6    | Třinec         | (2 : 3 , 0 : 0)         |

### Bilance
| Výhra | Výhra po PP | Remíza | Prohra po PP | Prohra | Počet zápasů |
| ----- | ----------- | ------ | ------------ | ------ | ------------ |
| 3     | 0           | 0      | 1            | 0      | 4            |